# Kaplna
Kaplna este o comună slovacă, aflată în districtul Senec din regiunea Bratislava. Localitatea se află la altitudinea de 146 m deasupra n.m., se întinde pe o suprafață de 5,53 km2 și în 2017 număra 819 locuitori.

## Istoric
Localitatea Kaplna este atestată documentar din 1244.

## Demografie
| An:                | 1994 | 2004   | 2014   | 2024    |
| ------------------ | ---- | ------ | ------ | ------- |
| Număr de persoane: | 707  | 719    | 739    | 961     |
| Diferență:         |      | +1,69% | +2,78% | +30,04% |

| An:                | 2023 | 2024   |
| ------------------ | ---- | ------ |
| Număr de persoane: | 950  | 961    |
| Diferență:         |      | +1,15% |